# 古角水库
古角水库是中国湖北省黄冈市黄梅县境内的一座水库，位于华阳河水系古角河上，建于1957年。水库正常库容为3160万立方米，集雨面积为73平方千米，海拔为66.4米。